# 科羅拉多雪崩
科羅拉多雪崩隊（英語：Colorado Avalanche）是位於美國丹佛的國家冰球聯盟隊伍，隸屬於西大區中央分區。
前身是魁北克北方人隊，成立於1972年；1995年，球隊遷往至丹佛，並改名為科羅拉多雪崩隊。球隊曾贏得3次史丹利盃。